# Heinrich Weber (personnalité politique)
Pour les articles homonymes, voir Heinrich Weber et Weber.
 (mai 2011).
Si vous disposez d'ouvrages ou d'articles de référence ou si vous connaissez des sites web de qualité traitant du thème abordé ici, merci de compléter l'article en donnant les références utiles à sa vérifiabilité et en les liant à la section « Notes et références ».
Heinrich Johann Nepomuk Weber, né le 28 mai 1767 à Bremgarten et mort dans la même ville le 29 avril 1847, est une personnalité politique suisse.

## Biographie
À la fin du mois d'avril 1798, il est nommé comme premier gouverneur du nouveau canton de Baden créé avec le République helvétique. Il doit cependant se retirer pour raisons de santé au mois de juin de l'année suivante. Il fait partie de la délégation qui va négocier l'acte de médiation à Paris avec Napoléon Bonaparte. Après la fusion des cantons de Baden et du Fricktal dans celui d'Argovie en mars 1803, il est élu au Grand Conseil.
En 1812, il fonde la Société de bienfaisance du district de Bremgarten ; cette association gèrera en particulier une bibliothèque publique ouverte dans une école de commerce. En 1815, le Grand Conseil l'élit au gouvernement cantonal en tant que successeur du défunt Louis Fidel Weissenbach, également originaire de Bremgarten. En 1820, il démissionne de son poste pour travailler, jusqu'en 1825, comme directeur de district de Bremgarten.

## Source
- (de) Cet article est partiellement ou en totalité issu de l’article de Wikipédia en allemand intitulé « Heinrich Johann Nepomuk Weber » (voir la liste des auteurs).